# У мирні дні
«У мирні дні» (рос. «В мирные дни») — український радянський гостросюжетний художній фільм 1950 року, знятий режисером Володимиром Брауном за сценарієм Йосифа Прута на Київській кіностудії в 1950 році.

## Сюжет
Перші повоєнні роки. Радянський підводний човен підривається на міні і, втративши хід і управління, лягає на ґрунт…

## У ролях
- Олександр Гречаний —  Тарас Хомич, мічман
- Сергій Гурзо —  Павло Паничук, матрос-торпедист
- Леонід Кміт —  начальник штабу
- Караман Мгеладзе —  Вахтанг Месхишвілі, трюмний матрос
- Андрій Сова —  Сучков
- Микола Тимофєєв —  Афанасій
- В'ячеслав Тихонов —  матрос Володя Гриневський, торпедист
- Аркадій Толбузін —  капітан-лейтенант Орлов, помічник командира
- Вероніка Васильєва —  Зіна, дружина Тараса Хомича
- Георгій Юматов —  матрос Куракін, кок
- Віктор Авдюшко —  Степан Матвіїв, водолаз
- Еліна Бистрицька —  Олена Георгіївна Алексєєнко, військовий лікар
- Віктор Добровольський —  адмірал
- Лідія Драновський —  Шура, бібліотекар, кохана Павло
- Надія Самсонова —  Маруся, медсестра
- Олександр Баранов —  лейтенант

## Творча група
- Автор сценарію: Йосиф Прут
- Режисер: Володимир Браун
- Оператор: Данило Демуцький, Михайло Чорний
- Художник: Олексій Бобровников
- Композитор: Юлій Мейтус